# Voëns-Maley
Voëns-Maley è stato un comune svizzero nel distretto di Neuchâtel (Canton Neuchâtel).

## Geografia fisica
Il territorio di Voëns-Maley si estendeva sulle colline che si trovano sulla sponda nordorientale del lago di Neuchâtel.

## Storia
Il comune di Voëns-Maley era costituito dalle due frazioni di Voëns (attestata come comunità dal 1377) e Le Maley (unita a Voëns alla fine del XVI secolo); nel 1888 il comune fu soppresso e aggregato a quello di Saint-Blaise.

## Società

### Evoluzione demografica
L'evoluzione demografica è riportata nella seguente tabella:
Abitanti censiti

## Economia
Sia Le Maley sia Voëns sono paese prevalentemente agricoli; Voëns è anche una località di villeggiatura estiva.